# Orbiton
Orbitone sind neben Holonen und Spinonen eines von drei Quasiteilchen, in die sich Elektronen in Festkörpern während der Spin-Ladungs-Trennung aufspalten können, wenn sie bei Temperaturen nahe dem absoluten Nullpunkt extrem eng eingeschlossen sind. Das Elektron kann theoretisch immer als gebundener Zustand der drei betrachtet werden, wobei das Spinon den Spin, das Orbiton den Orbitalort und das Holon die Ladung des Elektrons trägt, aber unter bestimmten Bedingungen können sie dekonfiniert werden und sich wie unabhängige Teilchen verhalten.

## Auftreten und Eigenschaften
Orbitone können als Energie betrachtet werden, die in einer Orbitalbelegung gespeichert ist und sich durch ein Material bewegen kann, mit anderen Worten, eine Anregung auf Orbitalbasis. Ein Orbiton breitet sich durch ein Material als eine Reihe von Orbitalanregungen und -relaxationen der Elektronen in einem Material aus, ohne den Spin dieser Elektronen oder die Ladung an einem beliebigen Punkt im Material zu verändern.
Elektronen gleichen Ladungszustands stoßen sich gegenseitig ab. Infolgedessen sind sie gezwungen, ihr Verhalten zu ändern, um in einer extrem überfüllten Umgebung aneinander vorbei gehen zu können. Im Juli 2009 veröffentlichte Untersuchungen der University of Cambridge und der University of Birmingham in England zeigten, dass Elektronen durch Quantentunneln von der Oberfläche eines Metalls auf einen nahe gelegenen Quantendraht springen können und sich dabei in zwei Quasiteilchen trennen, die von den Forschern Spinone und Holone genannt wurden.
Die Umlaufbahn wurde von Van den Brink, Khomskii und Sawatzky in den Jahren 1997–1998 theoretisch vorhergesagt.
Über die experimentelle Beobachtung der Orbitonen als separate Quasiteilchen wurde in einem Artikel berichtet, der 2012 publiziert wurde. Die Ergebnisse besagen, dass das Feuern eines Röntgenphotonenstrahls auf ein einzelnes Elektron in einer eindimensionalen Probe von Strontiumcuprat das Elektron in ein höheres Orbital anregt, wodurch der Strahl einen Bruchteil seiner Energie verliert, bevor er zurückprallt. Dabei wird das Elektron in ein Spinon und ein Orbiton getrennt.